# Ngen-mawida
Ngen-mawida son Ngen dueños de los bosques, pertenecientes a la mitología mapuche.

## Descripción
Los Mapuches distinguen  varios Ngen-mawida, espíritu dueño del bosque nativo. Se cree que cuando algún espíritu mapuche baja del Wenumapu al Mapu (tierra), su lugar predilecto es el bosque nativo milenario plantado por su mano durante la creación divina original; y por ello que en el bosque se siente intensamente la presencia divina. Los mapuches no tienen iglesias, protegen la tierra respetando su orden natural, sin invadir espacios que no correspondan. 
La misión de estos Ngen es similar al de un guardabosques; es decir protegen la vida de su flora y fauna promoviendo su bienestar y continuidad, y criando animales y pájaros silvestres. Para ello, los Ngen-mawida deben prevenir en el bosque la explotación excesiva, su contaminación y destrucción mediante la tala o el fuego. Cuando se talan o queman un bosque nativo, termina abruptamente la vida silvestre sin opciones de continuidad, el ngen-mawida también se va. 
Así, cuando un hombre mapuche desea cortar leña o recoger ramas en un bosque nativo, debe pedir permiso respetuosamente al Ngen-mawida, justificando sus propósitos y la cantidad mínima que necesita para la subsistencia de su familia. Antes de partir, es costumbre obsequiar algo al Ngen en reciprocidad. Ngen-mawida habla poco, pero en el invierno con viento y lluvia responde a cualquier pregunta. Habita dentro de un bosque «que no sea plantado» por la mano del hombre. Su casa no se ve, se siente. 
Entre los Ngen-mawida se distinguen específicamente:
Ngen-foyentu, espíritu dueño del bosque de canelos.
Ngen-pitrantu, espíritu dueño del bosque de pitras.
Ngen-walle, espíritu dueño del gran roble.
Ngen-pewén, espíritu dueño de la gran araucaria que da piñones en abundancia, etc.
En los bosques nativos de la Araucanía que aún van quedando se encuentra todo lo creado; la flora y fauna autóctonas. Es posible reencontrar en ellos una réplica del mundo primigenio de la caza-recolección, junto a sus árboles nativos, animales silvestres, enredaderas y helechos.